# El amor después del amor 20 años
El amor después del amor 20 años es el cuarto disco en vivo de Fito Páez editado en 2012, y una reedición de El amor después del amor, su octavo álbum editado en 1992. El show se realizó en Buenos Aires el 13 de octubre en el Planetario ante más de 30 mil personas. Desde mediados de 2012 Páez presentó en toda América su gira 20 años después del amor, la cual lo ha llevado a Chile, Costa Rica, Venezuela, Colombia, Brasil, Uruguay, Perú, Paraguay, Bolivia y Argentina, entre otras naciones.
El material, filmado con 20 cámaras HD, está disponible en formato DVD, DVD+CD, CD y en versión de lujo.

## Lista de canciones

### CD
- 1. El amor después del amor
- 2. Dos días en la vida
- 3. La Verónica
- 4. Tráfico por Katmandú
- 5. Pétalo de sal
- 6. Sasha, Sissí y el Círculo de Baba
- 7. Un vestido y un amor
- 8. Tumbas de la Gloria
- 9. La rueda mágica
- 10. Creo
- 11. Detrás del Muro de los Lamentos
- 12. Balada de Donna Helena
- 13. Brillante sobre el Mic
- 14. A rodar mi vida

### DVD
- 1. El amor después del amor
- 2. Dos días en la vida
- 3. La Verónica
- 4. Tráfico por Katmandú
- 5. Pétalo de Sal
- 6. Sasha, Sissí y el Círculo de Baba
- 7. Un vestido y un amor
- 8. Tumbas de la Gloria
- 9. La rueda mágica
- 10. Creo
- 11. Detrás del Muro de los Lamentos
- 12. Balada de Donna Helena
- 13. Brillante sobre el Mic
- 14. A rodar mi vida

### Extras
1. Mariposa Tecknicolor
2. Ciudad de pobres corazones

## Músicos
- Fito Páez en voz, piano y guitarra eléctrica
- Diego Olivero en teclados
- Mariano Otero en bajo
- Adriana Nea Ferrer en coros
- Dizzy Espeche en guitarra eléctrica
- Juan Pablo Absatz en guitarra acústica
- Gastón Baremberg en batería

También tuvo la participación especial de Charly García, Andrés Calamaro, Celeste Carballo, Fabiana Cantilo, además de la voz grabada de Luis Alberto Spinetta, fallecido en febrero de ese mismo año.

## Posicionamiento en listas
| Listas (2012)     | Mejor posición |
| ----------------- | -------------- |
| Argentina (CAPIF) | 2              |